# Albi Sorra
Albi Sorra (ur. 31 stycznia 1990) – albański bokser, brązowy medalista Mistrzostw Świata Kadetów oraz Mistrzostw Europy Kadetów z roku 2006, reprezentant Albanii na Igrzyskach Śródziemnomorskich oraz na Mistrzostwach Świata z roku 2009.

## Kariera
W czerwcu 2006 był uczestnikiem Mistrzostw Europy Kadetów w Tiranie. Rywalizację rozpoczął od pokonania w eliminacjach kategorii piórkowej Włocha Alessandro Balestriego, wygrywając z nim na punkty. W ćwierćfinale wyeliminował reprezentanta Irlandii Jamiego Kavanagha, pokonując go wyraźnie na punkty (14:4). W półfinale przegrał z reprezentantem Rumunii Bogdanem Juratonim, ulegając mu jednym punktem (10:11), zdobywając jednocześnie brązowy medal. W sierpniu tego samego roku reprezentował Albanię na Mistrzostwach Świata Kadetów w Stambule. Rywalem w eliminacjach Albańczyka był reprezentant Maroko Aleddine Tamsamani, który poległ wyraźnie na punkty (24:16). W ćwierćfinale pokonał na punkty (21:11) Gruzina Gurama Gogiashviliego, zapewniając sobie brązowy medal w kategorii lekkiej. W półfinale Sorra przegrał wyraźnie na punkty. W 2007 startował na Mistrzostwach Europy Juniorów w Somborze, jednak przegrał tam swój pierwszy pojedynek.
W czerwcu 2009 reprezentował Albanię na Igrzyskach Śródziemnomorskich w Pescarze. Sorra przegrał swój pierwszy pojedynek, przegrywając na punkty z późniejszym srebrnym medalistą Drissem Moussaidem. We wrześniu tego samego roku startował na Mistrzostwach Świata w Mediolanie, ponownie przegrywając swój pierwszy pojedynek. W listopadzie 2014 zwyciężył w 44. edycji turnieju Golden Gong rozgrywanego w Macedonii. Pierwsze miejsce zajął w kategorii półśredniej.